# Colombia ai XXI Giochi olimpici invernali
La Colombia ha partecipato ai XXI Giochi olimpici invernali di Vancouver, che si sono svolti dal 12 al 28 febbraio 2010, rappresentata da una sola atleta. È stata la prima partecipazione dello stato Sudamericano ad un olimpiade invernale.

## Sci alpino
| Gara   | Atleta          | 1° manche | 2° manche | Tempo totale | Posizione |
| ------ | --------------- | --------- | --------- | ------------ | --------- |
| Slalom | Cynthia Denzler | 1'01"14   | 1'01"25   | 2'02"39      | 51        |